# Kloster Rode

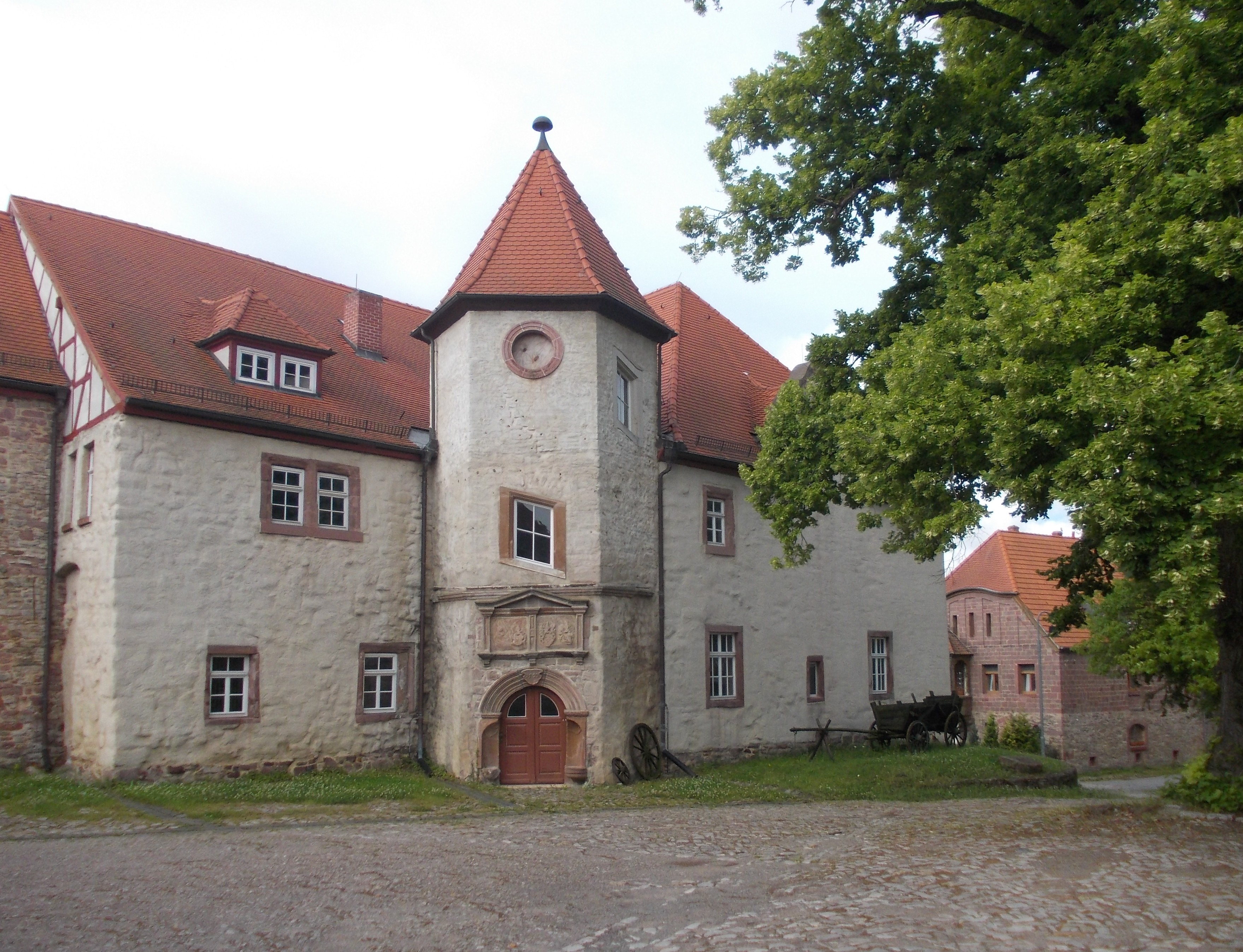
Das Alte Schloss entstand ab 1569 aus dem Kloster Rode

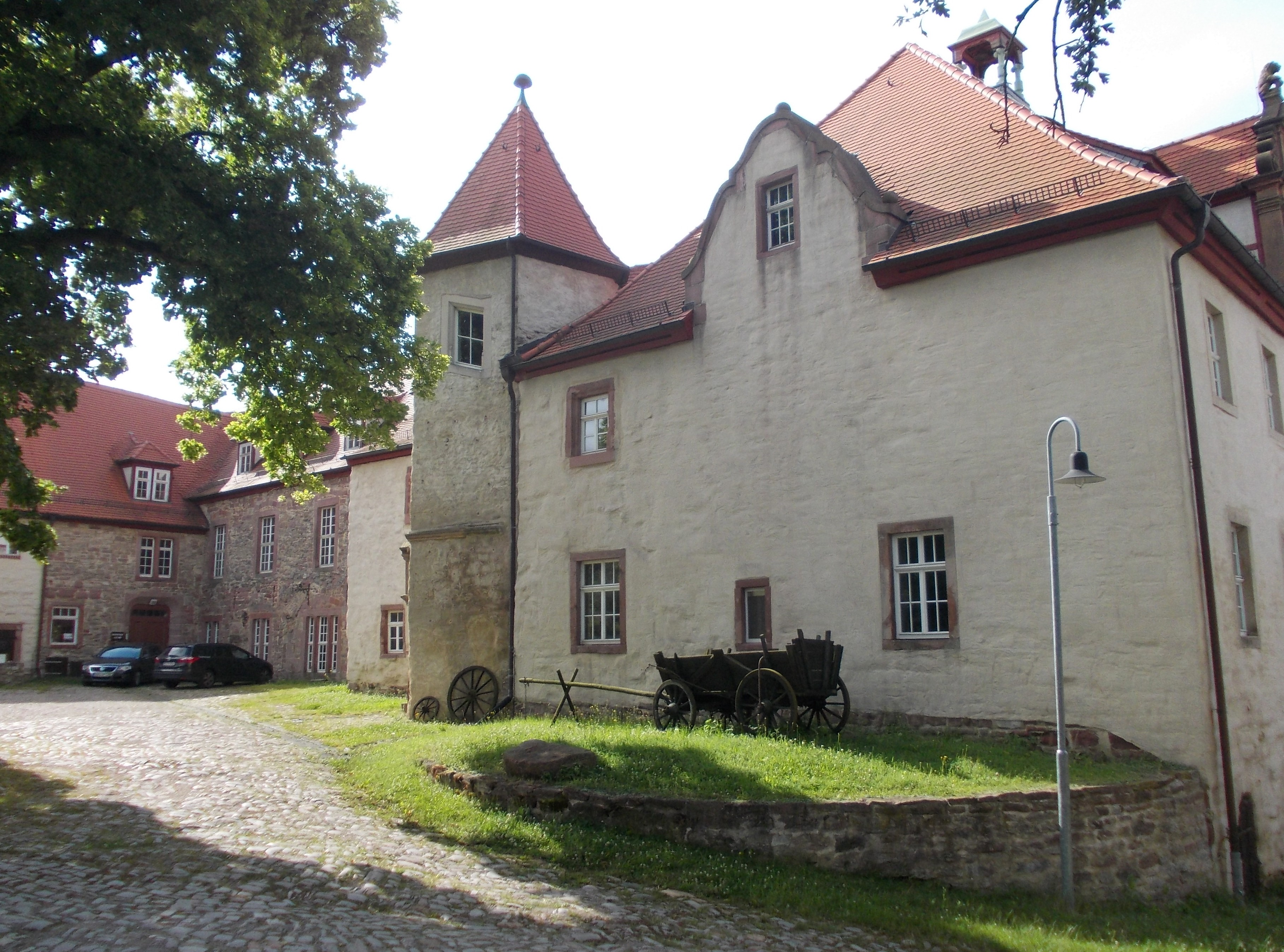
Rittergutsgebäude Klosterrode

Das Kloster Rode (auch Kloster Roda oder Stift Klosterroda) war ein Prämonstratenser−Chorherrenstift im heutigen Klosterrode bei Blankenheim im Landkreis Mansfeld-Südharz in Sachsen-Anhalt. Im Zuge der Reformation wurde es in ein Rittergut umgewandelt.

## Geschichte
Es wurde um 1147 als Tochterkloster des Magdeburger Liebfrauenstiftes durch die Burggrafen von Magdeburg am Südrand des Harzes gestiftet und mit Prämonstratensern besetzt. 1181 wurden die Edlen von Querfurt weltliche Schutzherren des Klosters. Im 13. Jahrhundert hatte das Stift Roda bereits eine stattliche Gestalt und bedeutenden Besitz in der Umgebung und schätzungsweise 100 Chorherren.
1432 übernahmen die benachbarten Grafen von Mansfeld die Schutzherrschaft über das Kloster. Durch Blitzschlag brannte um 1470 die Stiftskirche aus und wurde anschließend wieder aufgebaut.
Im April und Anfang Mai 1525 kam es im Zuge des Bauernkrieges auch zu Zügen der aufständischen Bauern gegen das Kloster Roda, woraufhin die Prämonstratenser ihr Stift fluchtartig verließen. Die Klostergebäude wurden geplündert, jedoch nicht zerstört, so dass acht Chorherren dorthin wieder zurückkehren konnten.
Als nach dem Tod Georgs des Bärtigen im Herzogtum Sachsen die Reformation eingeführt wurde, erfolgte ab 1540 auch die Aufhebung des Prämonstratenserstiftes Rode durch das herzogliche Amt Sangerhausen. Für 14.000 Meißnische Gulden kauften im Jahr 1543 die Grafen von Mansfeld die säkularisierten Klostergebäude dem Herzog Moritz von Sachsen ab. Der erst 1537 gewählte letzte Propst Petrus Meise wurde als gräflich-mansfeldischer Administrator des in ein Rittergut umgewandelten Klosters übernommen und übte diese Funktion bis zu seinem Tod im Jahr 1558 aus.
1567 verkauften die Grafen von Mansfeld das Klostergut Rode, für das sich allmählich die Bezeichnung Klosterrode (Closterrode) herausbildete, an Otto Heinrich von Bodenhausen. Dieser errichtete ab 1569 aus den teilweise abgerissenen Klostergebäuden ein Herrenhaus, das heutige Alte Schloss. Baumaterial wurde dabei auch durch den teilweisen Abriss der ungenutzten Klosterkirche gewonnen. Nachdem das Gut ab 1626 im Dreißigjährigen Krieg mehrmals geplündert worden war, lag es von 1630 bis 1652 wüst.
1659 wurde es von Kuno Ordomar von Bodenhausen an seinen Schwiegersohn Werner von Alvensleben verkauft. 1739 veräußerten es Johann Friedrich von Alvensleben und Joachim Werner von Alvensleben an Adolph Friedrich von der Schulenburg.
Gemäß dem Testament von Adolph Friedrich von der Schulenburg wurden seine Güter aufgeteilt, als sein ältester Sohn, Gebhard Werner von der Schulenburg, das 25. Lebensjahr vollendet hatte. Im Losverfahren fiel 1748 Klosterrode an seinen jüngsten Sohn, Albrecht Ludwig von der Schulenburg (1741–1784). Dieser ließ zwischen 1778 und 1783 ein neues Herrenhaus errichteten, das sogenannte Neue Schloss. Aus seiner 1771 mit Auguste von Stammer (1751–1809) geschlossenen Ehe ging als einziger Sohn und damit Erbe Friedrich Albrecht von der Schulenburg hervor. Da seine Ehe mit Armgard von der Schulenburg (1799–1883), eine Tochter von Alexander von der Schulenburg-Emden und Caroline von Alvensleben, kinderlos blieb, erlosch mit seinem Tod im Jahr 1853 die gräfliche Linie Schulenburg-Klosterrode. Das Objekt war anschließend gemeinsamer Besitz von mehreren Mitgliedern der Familie von der Schulenburg aus Wolfsburg, Beetzendorf und Detzel, bis es 1879 von Werner von der Schulenburg durch Abfindung der Mitbesitzer erworben wurde.
Werner von der Schulenburg verkaufte Klosterrode 1904 (förmlich 1906) aus wirtschaftlichen Gründen an den Major und Rittmeister Maximilian Müller. Maximilian Müller war Sohn des Reichstagsabgeordneten Dr. phil Friedrich-Hermann Müller aus Bornstedt. In den Folgejahren führte er zahlreiche Innovationen ein, die zu einer sehr ertragreichen Land-/ und Forstwirtschaft führten. Es entstand in der Region die erste Dampfmolkerei, die aus Dänemark importiert wurde. Die abgebaute Braunkohle aus den eigenen Bergwerken wurde verstromt und an die umliegenden Ortschaften verkauft. Vor den Schlossgebäuden wurde die damals in Europa einzigartige Feldscheune erbaut. Sie bestand aus 2 Ebenen. In der Ziegelei in Bornstedt-Neuglück wurde der Quarzsand aus der eigenen Grube zu Ziegeln gepresst.
1928 erstand der aus Hamburg stammende Margarinefabrikat Fauser das Gut Klosterrode aus der Konkursmasse von Maximilian Müller, verkaufte jedoch einen großen Teil davon gleich wieder. 1936 wurde das sogenannte Neue Schloss, das zwischen 1778 und 1783 errichtete neue Herrenhaus, gesprengt, und ein Teil des Gutes von der Siedlungsgesellschaft Sachsen-Anhalt an 16 Landwirte aus der Region abgetreten. Das restliche Gut erwarb Herr Dr. Lamprecht, dem es aber 1945 im Zuge der Bodenreform enteignet wurde. Das Gut wurde anschließend der Gemeinde zugeführt und in der DDR zu Wohnzwecken sowie als Kindertagesstätte genutzt. 1990 sollte es zwecks gastronomischer Nachnutzung verkauft werden, was jedoch nicht realisiert worden ist.